# Mycalesis graphidhabra
Mycalesis graphidhabra är en fjärilsart som beskrevs av Karsch 1893. Mycalesis graphidhabra ingår i släktet Mycalesis och familjen praktfjärilar. Inga underarter finns listade i Catalogue of Life.